# MÁV Bbmot
Ez a cikk a MÁV Bbmot 631–652 pályaszámú motorkocsijairól szól.
A MÁV Hargita motorvonatainak Bbmot 323–326 pályaszámú motorkocsijairól lásd: MÁV Hargita típus
A Bbmot 631–652 pályaszámú motorkocsik a Magyar Államvasutak számára gyártott, (1B) 2’ tengelyelrendezésű dízel-mechanikus erőátvitelű vontató motorkocsijai voltak. A típus az ABb motorkocsik továbbfejlesztett, nagyobb teljesítményű változata. Fő szerkezeti egységei megegyeztek azzal. A Ganz–MÁVAG összesen 22 db-ot gyártott 1959-ben a MÁV részére.

## Kifejlesztése
A MÁV még 1956-ban, az első ABb motorkocsik szállítása idején újabb 22 db öttengelyes motorkocsit rendelt a Ganz Vagon- és Gépgyártól. A járművek végleges kivitelét 1957-ben hagyták jóvá és az első két példányt 1958-ban gyártásba vették. A MÁV állagában Bbmot sorozatjelet kapott típus számos ponton eltért az előd ABb motorkocsikétól. Az áttervezés során törekedtek a motorkocsi tömegének és tengelyterhelésének csökkentésére annak érdekében, hogy a mellékvonalakon is közlekedhessen. Rövidebb lett a kocsiszekrény, elhagyták az egyik feljáróajtó párt, áthelyezték a vonatfűtési kazánt, az 1. osztályú utasfülkéket egy 16 ülőhelyes 2. osztályú termes szakasszal váltották fel. A Ganz-Rónai-féle csúszótámokkal szerzett kedvezőtlen tapasztalatok miatt a járműszekrény a Rónai-támok helyett továbbra is forgócsap és himbamozgás nélkül, vízszintes és függőleges gömbtámokon támaszkodott a hajtott forgóvázra, míg a futóforgóváz forgótányéros kivitelű lett. A vezetőállásokon a vezetőasztalokat megemelték, a gépteret 1-1 oldalablakkal látták el. Mivel a Ganz Vagon- és Gépgyárban 1953-ban jelentős dízelmotor-fejlesztés indult, ezért a Bb motorkocsikba új típusú, a XII Jv 170/240 típusból kifejlesztett, azzal azonos hengerszámú, furatú és löketű, de 500 lóerőre (368 kW) növelt teljesítményű, 12 Jv 17/24 típusjelű dízelmotor került. A járművezérlés feszültségét 24 V-ról 72 V-ra növelték annak érdekében, hogy két motorkocsi a vonat két végére sorozva is vezérelhesse egymást.
A prototípus motorkocsikba a gyár kísérletképpen új vezérlőberendezést épített be, mely lehetővé tette a motorkocsi egyetlen irányítókarral történő vezetését a szokásos három (külön töltésszabályozó, sebességváltó és fék) helyett.  A Ganz Vagon- és Gépgyár nem tudta 1958. végéig átadni az első két példányt, ezért mind a 22 db 1959-ben került az akkor már Ganz–MÁVAG-nak hívott gyártól a MÁV állagába Bbmot 631–652 pályaszámokon.

## A motorkocsik üzeme
A Bb motorkocsik első honállomásai Budapest-Déli, Debrecen és Nyíregyháza volt. A kezdetben 1. osztályúként besorolt utasterű motorkocsik Budapestről Debrecenen át Záhonyig, valamint az ABb motorkocsikhoz hasonlóan a Budapest–Wien-expresszt és más, Budapestről a nagyobb vidéki városokba közlekedő gyors- és sebesvonatokat továbbítottak. 
A Bb motorkocsik engedélyezett vonatterheléseit a MÁV az ABb motorkocsikkal megegyezően állapította meg:
| Az ABb és Bb motorkocsik engedélyezett vonatterhelései | Az ABb és Bb motorkocsik engedélyezett vonatterhelései | Az ABb és Bb motorkocsik engedélyezett vonatterhelései | Az ABb és Bb motorkocsik engedélyezett vonatterhelései | Az ABb és Bb motorkocsik engedélyezett vonatterhelései | Az ABb és Bb motorkocsik engedélyezett vonatterhelései | Az ABb és Bb motorkocsik engedélyezett vonatterhelései |
|                                                        | … db Bam (Bf) sorozatú négytengelyes személykocsi      | … db Bam (Bf) sorozatú négytengelyes személykocsi      | … db Bam (Bf) sorozatú négytengelyes személykocsi      | … db Bam (Bf) sorozatú négytengelyes személykocsi      | … db Bam (Bf) sorozatú négytengelyes személykocsi      | … db Bam (Bf) sorozatú négytengelyes személykocsi      |
| Mértékadó emelkedő                                     | 60 km/h                                                | 70 km/h                                                | 80 km/h                                                | 90 km/h                                                | 100 km/h                                               |                                                        |
| ------------------------------------------------------ | ------------------------------------------------------ | ------------------------------------------------------ | ------------------------------------------------------ | ------------------------------------------------------ | ------------------------------------------------------ | ------------------------------------------------------ |
| 0– 3‰                                                  | 4 db                                                   | 3 db                                                   | 3 db                                                   | 3 db                                                   | 2 db                                                   |                                                        |
| 3– 5‰                                                  | 4 db                                                   | 3 db                                                   | 3 db                                                   | 3 db                                                   | 1 db                                                   |                                                        |
| 5– 7‰                                                  | 3 db                                                   | 3 db                                                   | 3 db                                                   | 2 db                                                   | 1 db                                                   |                                                        |
| 8–10‰                                                  | 3 db                                                   | 3 db                                                   | 3 db                                                   | 1 db                                                   | –                                                      |                                                        |
| 14–16‰                                                 | 3 db                                                   | 2 db                                                   | 2 db                                                   | 1 db                                                   | –                                                      |                                                        |
| 18–20‰                                                 | 2 db                                                   | 1 db                                                   | 1 db                                                   | –                                                      | –                                                      |                                                        |

Az üzemben egy motorkocsi ugyanúgy rendszerint három, míg két, szinkronba kapcsolt motorkocsi öt-hat négytengelyes személykocsit továbbított. A Bb motorkocsik üzemkészsége az üzembeállítást követő első két évben alacsony volt. A legtöbb probléma az új fejlesztésű, ám kellő mértékű próbák nélkül gyártásba vett, "rajztábláról eladott" dízelmotorokkal adódott. Számos alkalommal fordult elő hajtórúdszakadás, de például csapágyproblémák is előfordultak. Ugyanezek a problémák jelentkeztek néhány évvel korábban az ugyancsak 12 JV 17/24 típusú motorral szerelt, az Egyiptomi Vasutak részére szállított DHM1 gyári típusjelű és az ezzel közel megegyező DHM2 típusú, a MÁV-nál M31 sorozatként közlekedő tolatómozdonyokkal is. A Ganz–MÁVAG-nak rengeteg erőfeszítésébe és pénzébe került a dízelmotorok garanciális hibáit kijavítani, mely sok esetben a motorok gyárba történő visszaszállítását és helyettük módosított kivitelű motorok szállítását jelentette. A Bb motorkocsiknál a dízelmotorok hibái mellett a sebességváltóval és a fűtőkazánnal is akadtak kezdetben problémák. Végül a motorkocsitípus üzemkészsége 1961-re érte el a MÁV által elvárt szintet. A prototípus motorkocsikba épített új vezérlőberendezés a kezdeti kisebb hibák megszüntetését követően megbízhatóan működött, azonban  a dízelmotor teljesítménye nem mindig tette lehetővé a beállított sebesség minden pályaviszony melletti tartását. Ezért a berendezést a többi motorkocsiba nem építették be és 1962-ben a kísérleti példányokat is visszalakították. A próbák során Bb motorkocsik géptérben elhelyezett vezetőállásánál igen magas zajszintet mértek. A motorkocsivezetők is panaszkodtak a zajra, ami miatt hosszabb utakra két motorvezetőt vezényeltek, akik menet közben váltották egymást. Az ügy a napi sajtóba is eljutott.
Mivel a Budapest–Záhony vonalon 1966-ban a személyszállító vonatok továbbítását dízelmozdonyok vették át, az itt üzemelő Bb motorkocsikat Szentesre helyezték át, ahol az addig ABb motorkocsik által kettesével továbbított irányváltós ingaszerelvények (két motorkocsi, közéjük sorozott személykocsikkal) vontatását vették át. Az 1960-as évek végére a budapesti Bb motorkocsikat Pécsre, Szentesre és Békéscsabára helyezték át. Pécsről többek között Szombathelyre, Bátaszékre, Mohácsra és Barcsra közlekedtek, a többi motorkocsi a Szegedi Vasútigazgatóság területén járt, ugyanakkor továbbra is közlekedtek Békéscsabáról Dombóvárra, illetve Pécsre. Az 1970-es évek elején a pécsi Bb motorkocsikat Bátaszékre állomásították a Budapest–Baja gyorsvonatok továbbítására. Az 1970-es évek második felére a még maradt példányokat Békéscsabára vonták össze.
A sorozat Magyarországon 1988-ig volt rendszeres szolgálatban.
A sorozatból a Bbmot 640 megmaradt üzemképesen.

## Műszaki jellemzők
A Bb motorkocsi dízelmotor erőforrású, mechanikus ötfokozatú mechanikus sebességváltóval. Felépítése és szerkezete követi az ABb motorkocsikét, az alábbi eltérésekkel. 
A motorkocsi poggyászterének alapterülete a géptér méretének rovására 5,5 m2-re csökkent, változatlan terhelhetőség mellett. A géptér mindkét oldalán egy-egy nagyméretű ablakot alakítottak ki. Oldalanként egy-egy feljáróajtót és a hozzájuk tartozó lépcsőket elhagyták. A két WC-fülkét a jármű hossztengelyéhez képest azonos oldalon alakították ki, míg azokkal ellenkező oldalra helyezték át a vonatfűtési kazánt és annak tápvíztartályát. A két 1. osztályú fülke helyett egy harmadik másodosztályú utastermet alakítottak ki. A 631–632 pályaszámú prototípus motorkocsikban mindhárom utasterem egységesen 16 ülőhellyel rendelkezett, míg a 633–652 pályaszámú sorozat motorkocsikban - tekintettel arra, hogy a kazánfülke méretét egy kezelőhely kialakításával megnövelték - a futóvégi utasterem befogadóképessége 14 ülőhelyesre csökkent. Az üléseket az ABb motorkocsikhoz hasonlóan párnázással és műbőr huzattal látták el. A vezetőállások méreteit mindkét kocsivégen megnövelték, a vezetőállások homlok- és oldalablakainak méretét csökkentették.

### Dízelmotor
A motorkocsik hajtott forgóvázába a Ganz gyár új fejlesztésű, 12 JV 17/24 típusú Ganz-Jendrassik-rendszerű előkamrás, feltöltés nélküli dízelmotorját építették. A dízelmotor változatlanul 12 hengeres, 170 mm furatú, V hengerelrendezésű motor volt 40°-os hengerszöggel. Az erőforrás névleges teljesítménye 500 LE-re (368 kW), névleges fordulatszáma 1250 min−1-re nőtt. A fő- és mellékhajtórudas elrendezés helyett villás és közrefogott hajtórudas elrendezést választottak, így mindkét hengersor 240 mm löketű lett. V hengersorok között, egyetlen vezértengelyen lévő bütykökről történik a szelepek mozgatása. A szemközti hengerek szelepeit közös bütyök mozgatják. A befecskendező szivattyúkat és a regulátort a vezértengely fölött helyezték el, míg a többi segédüzem a motor elejére került. Elmaradtak az öntöttvas hengerpárok és a könnyűfém forgattyúházba nedves hengerperselyek kerültek. A páros hengerfejek helyett, egyedi hengerfejek készültek. A forgattyúház az előddel ellentétben száraz olajteknős és könnyűfém anyagú lett. A könnyen megmunkálható alumínium forgattyúház alkalmazását, a súlycsökkentés mellett az is indokolta, hogy ez volt az egyetlen fém, amely hazai nyersanyagból előállítható volt. Az alumínium forgattyúházat - ebben a motor nagyságrendben - más motorgyárak általában nem alkalmazták. A korábbi alumínium dugattyú kivitele alig változott. A dugattyú hűtése csak a hajtórúdfejből kiáramló olaj fecskendezésével történik. A félben csereszabatos, acélhátú, galvanikus úton bevont, bejárató és korrózió védő rétegű csapágyak alkalmazása, szintén jelentős fejlesztés volt. Ugyanis a korábbi Jendrassik motorok bronz csapágyait, a forgattyúházban és a hajtórudakban, helyben fúrták méretre. Az új  megoldások a javítási munkát könnyítették és az élettartamot növelték. A régi motorok mechanikus regulátorai helyett, hidraulikus szervo-regulátor került a motorra. A dízelmotor fajlagos tüzelőanyag-fogyasztása ... g/LEh.

### Erőátvitel
Felépítése és szerkezete megfelel az ABb motorkocsikénak, azonban  a hűtőventillátor szakaszos működtetése érdekében a segédüzemi elosztóhajtóműbe egy pneumatikusan működtetett szárazlemezes tengelykapcsolót is beépítettek.

### Forgóvázak
Felépítése és szerkezete követi az ABb motorkocsikét, azonban a járműszekrény a hajtott forgóvázra Rónai-támok helyett - továbbra is forgócsap és himbamozgás nélkül - vízszintes és függőleges gömbtámokon támaszkodik. Az egyenletesebb súlyelosztás és a tengelyterhelés csökkentése érdekében a háromtengelyes hajtott forgóvázban változatlan szélső tengelytávolság mellett a második tengelyt az első (futó-) tengelyhez 120 mm-rel közelebb helyezték el.
A futóforgóvázon egy gumiba ágyazott szférikus acélöntésű forgótányért helyeztek el, melyen a kocsiszekrény bronzbetétes felső forgótányérral támaszkodik. A forgóvázhossztartók felett állítható hézagú, gumiba ágyazott sík csúszópofákat helyeztek el.

### Fékberendezés
Felépítése és szerkezete megfelel az ABb motorkocsikénak, azonban a hajtott forgóváz összes kerékpárja fékezett.

### Villamos berendezés
A villamos energiát a segédüzemi elosztó hajtóműről meghajtott, 72 V egyenfeszültséget termelő világítási dinamó termeli. A feszültségszabályozó Ganz  rendszerű. Az alvázra függesztett ládákban elhelyezett lúgos akkumulátorok kapacitása 200 Ah. Az utas- és előtereket 72 V névleges feszültségű fénycsövek világítják meg.

### Vezérlés
Felépítése és szerkezete megfelel az ABb motorkocsikénak a következő eltérésekkel. A töltésszabályozás továbbra elektropneumatikusan vezérelt, azonban hidraulikusan működtetett. A motorkocsik elektropneumatikus távvezérlése változatlanul két motorkocsi szinkronban történő vezérlését tett lehetővé, azonban mivel a vezérlés feszültségét 72 V-ra növelték, így a két motorkocsi a vonat két végére sorolva is megbízhatóan távvezérelhetővé vált. Ennek eredményeképp a két motorkocsiból és a közéjük sorozott személykocsikból összeállított szerelvény irányváltós ingavonatként közlekedhetett.

### Vonatfűtési kazán
A 631 pályaszámú motorkocsiba Clayton RO 508 típusú, 195 kg/h teljesítményű, míg a 632-esbe osztrák égőfejes, a Ganz Daru- és Kazángyár által gyártott gőzkazán került. A sorozatjárművekbe szintén a Ganz Daru- és Kazángyár készült, az ABb motorkocsikban is alkalmazott kazánokat építettek.

## Megőrzése
Egy Bbmot motorvonatot kiállítottak Budapesten a Magyar Vasúttörténeti Parkban.